# Lichaamsvocht
Lichaamsvocht is water in het menselijk of dierlijk lichaam, met daarin opgeloste bouwstenen voor het lichaam en overtollige stoffen. Een teveel aan water in het lichaamsvocht wordt afgevoerd door excretie, met name door urinevorming, en secretie, bijvoorbeeld door  zweten. Een tekort aan water leidt tot dorst en uiteindelijk tot uitdroging of dehydratie.

## Lijst van soorten lichaamsvocht
- Chymus
- Gal
- Glasachtig lichaam
- Hersenvocht
- Kamervocht
- Maagzuur
- Moedermelk
- Ontlasting
- Oorsmeer
- Pleuraal vocht
- Pus
- Serum
- Slaapzand
- Slijm
- Speeksel
- Sperma
- Sputum
- Tranen
- Urine
- Vaginale afscheiding
- Vruchtwater
- Wondvocht
- Zweet

Bij type:
- Intracellulaire vloeistof (Cytosol)
- Extracellulaire vloeistof
  - Bloedplasma
  - Interstitium
  - Lymfe

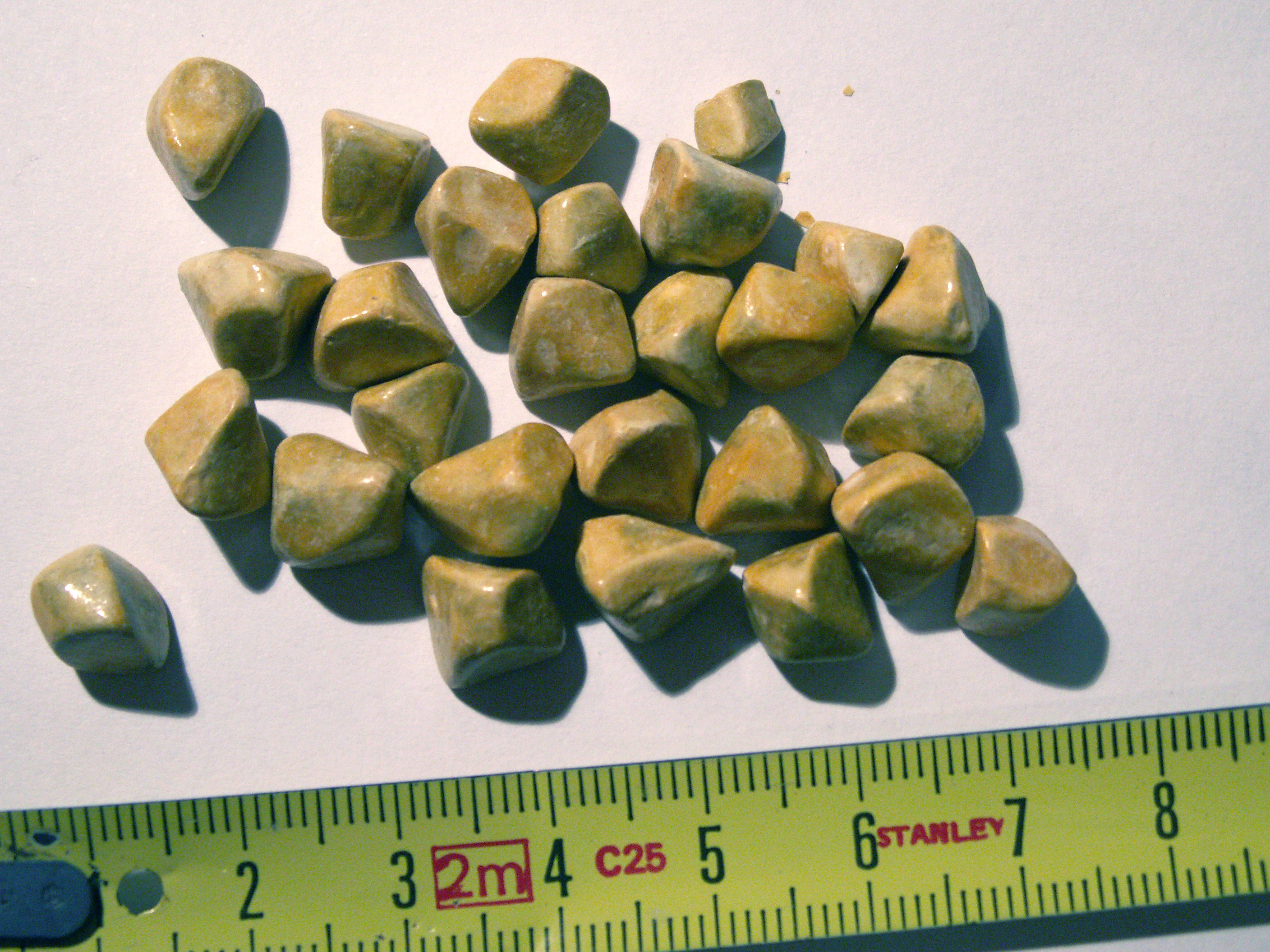
Galstenen
MRI waarin het hersenvocht beweegt
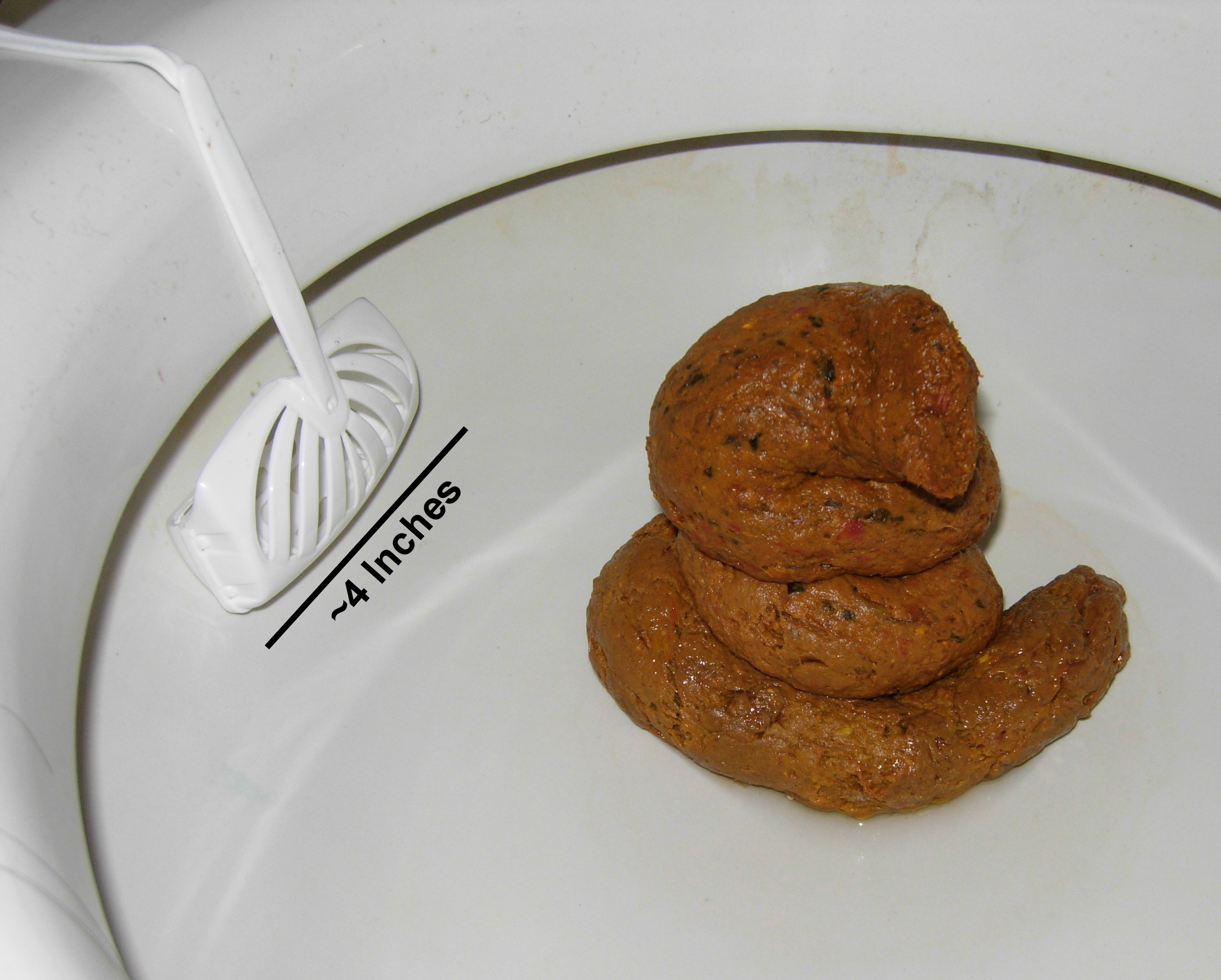
Menselijke ontlasting
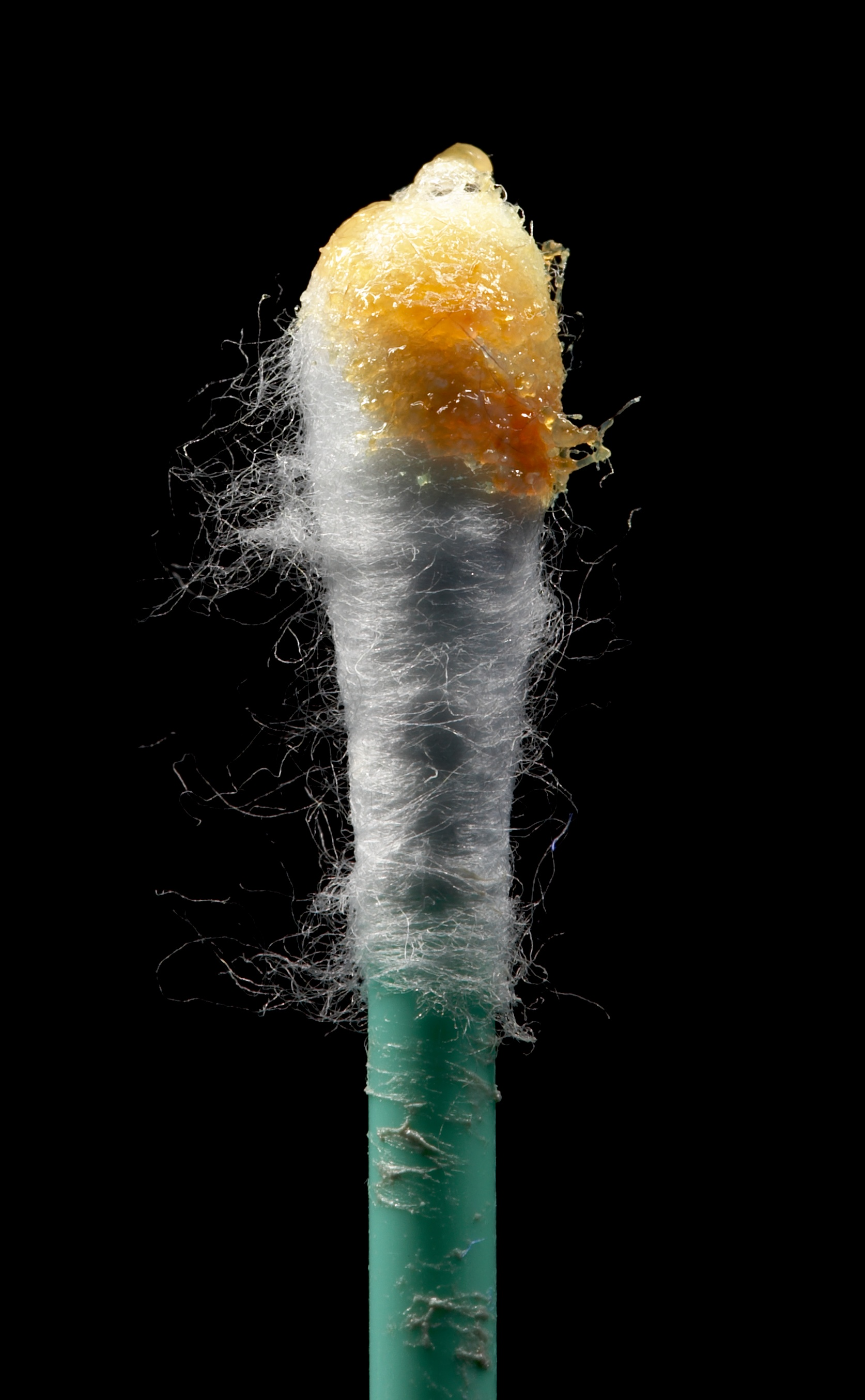
Oorsmeer
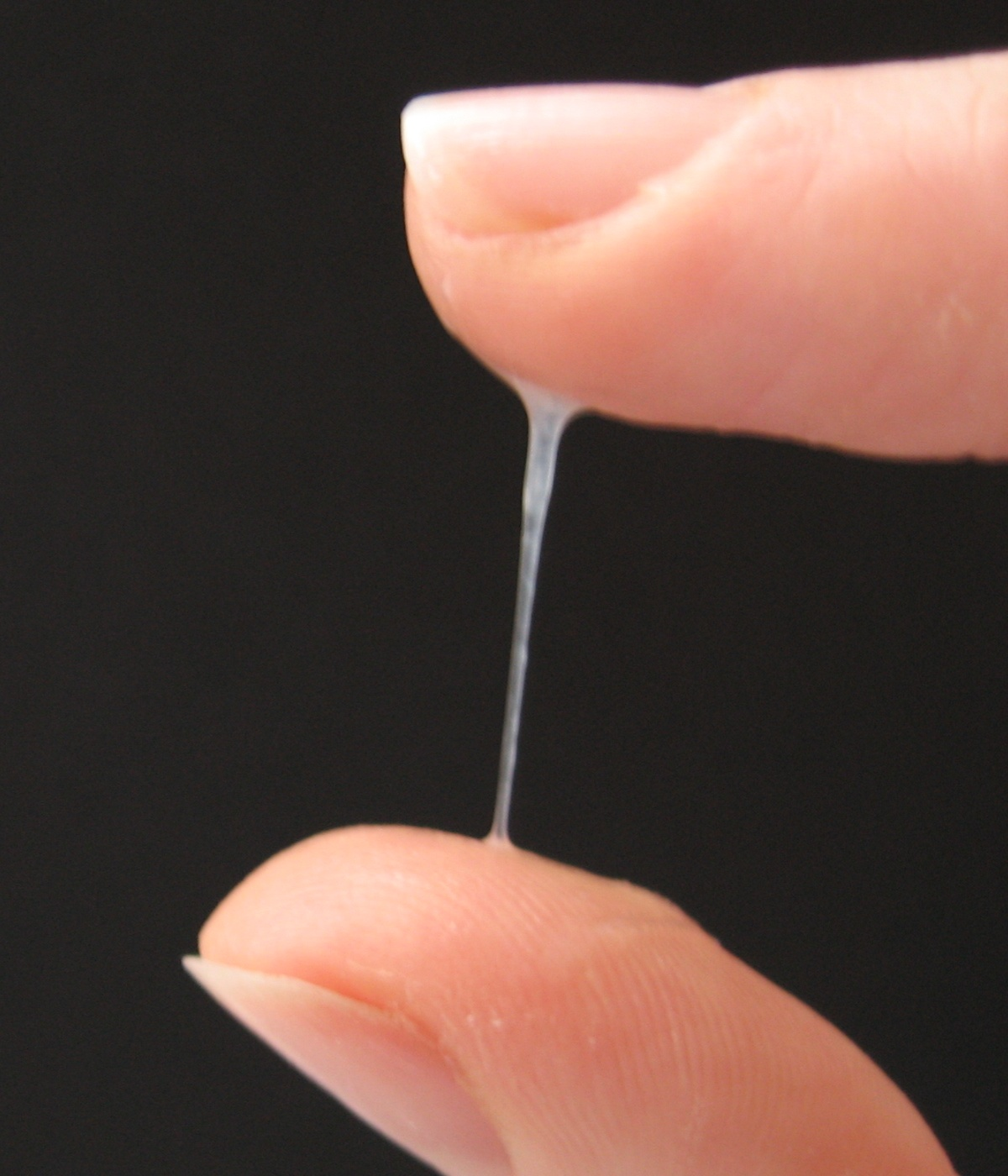
Baarmoederhalsslijm
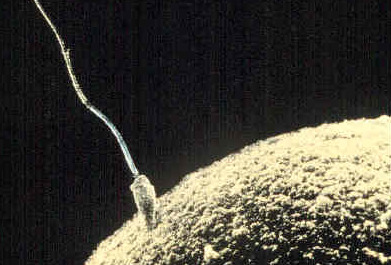
Spermacel bij eicel
Menselijke urine
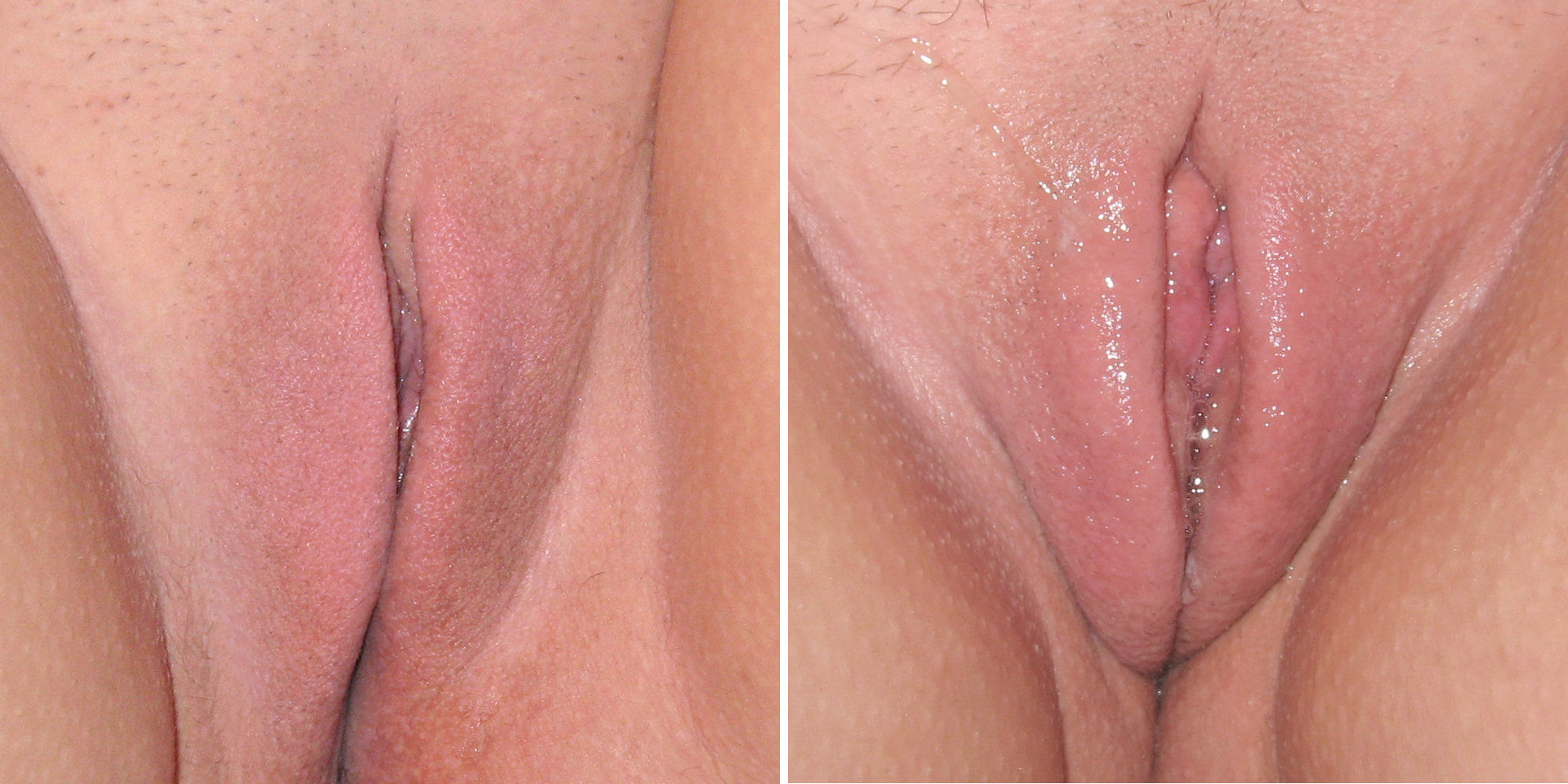
Vaginale afscheiding (rechterafbeelding)
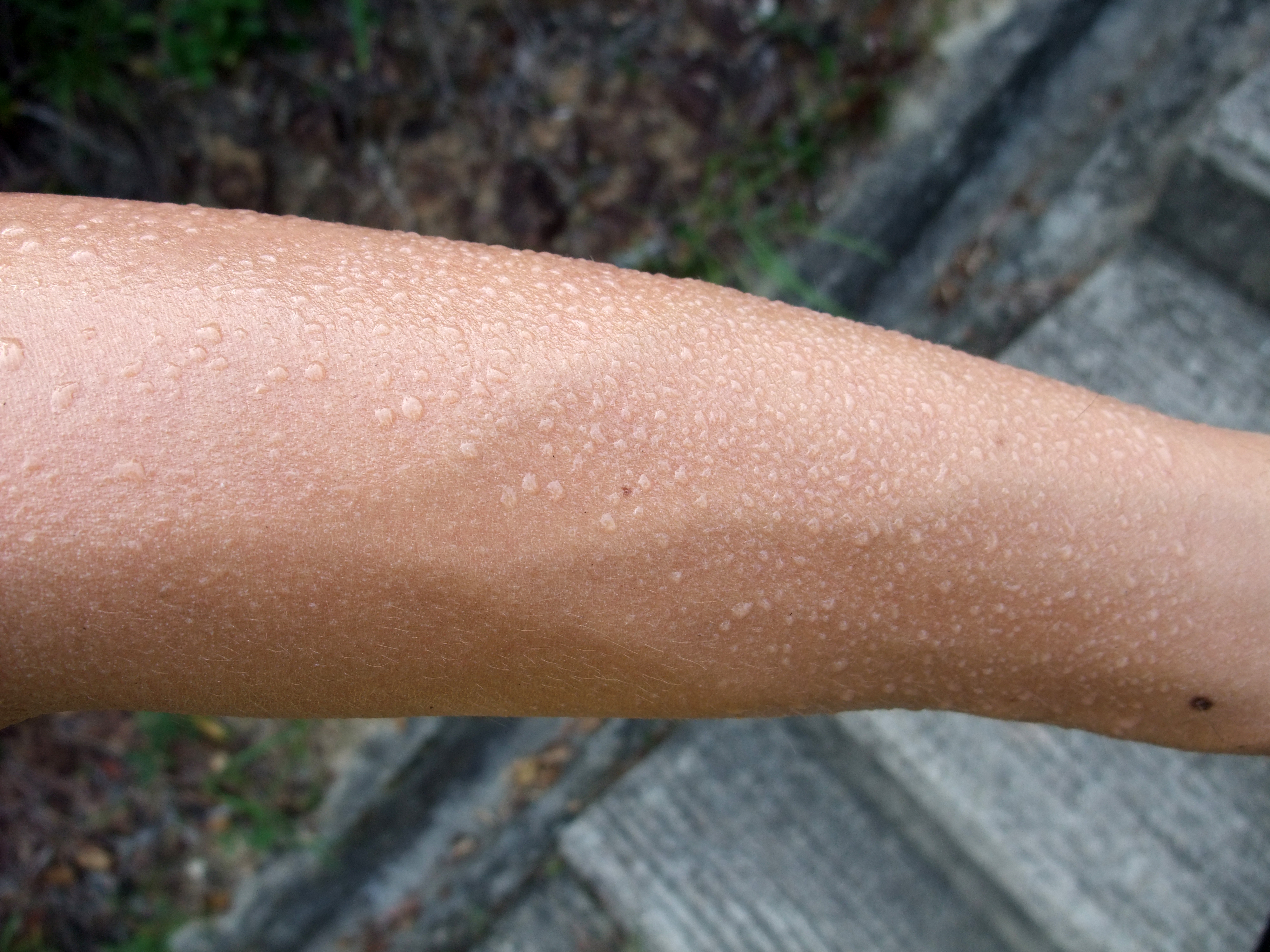
Zweet